# Megalopsallus nigricaput
Megalopsallus nigricaput är en insektsart som beskrevs av Schuh 2000. Megalopsallus nigricaput ingår i släktet Megalopsallus och familjen ängsskinnbaggar. Inga underarter finns listade i Catalogue of Life.